# Sân bay quốc tế Pierre Elliott Trudeau-Montréal
Sân bay quốc tế Pierre Elliott Trudeau-Montréal (IATA: YUL, ICAO: CYUL) (tiếng Pháp: Aéroport international Pierre-Elliott-Trudeau de Montréal) hay Montréal-Trudeau, trước đây gọi là sân bay quốc tế Montréal-Dorval, là một sân bay nằm ở thành phố Dorval, trên đảo của Montréal, 20 km (12 dặm) so với trung tâm Montréal. Nó là một sân bay quốc tế phục vụ Vùng đô thị Đại Montreal, cùng với các khu vực ở miền bắc Vermont và New York.
Sân bay này là một trong hai sân bay quản lý và điều hành bởi Aéroports de Montréal (ADM).
Trudeau là sân bay bận rộn nhất ở tỉnh Québec, sân bay bận rộn thứ ba ở Canada về lưu lượng hành khách và bận rộn thứ tư về số lượt chuyến máy bay, với 12.224.534 hành khách và 211.999 lượt chuyến trong năm 2009, giảm 4,6% số lượt khách và 5,9% số lượt chuyến so với năm 2008 (với các con số là 12.813.320 hành khách và 225.219 chuyến). Đây là một trong tám sân bay của Canada làm thủ tục nhập cảnh trước vào Hoa Kỳ và là một trong những cửa ngõ chính vào Canada với 7.425.477 lượt khách hoặc 60,8% số lượt hành khách qua sân bay bày không phải trên các chuyến bay nội địa. Đây là một trong 4 trung tâm hoạt động của Air Canada.

## Hãng hàng không và tuyến bay

### Hành khách

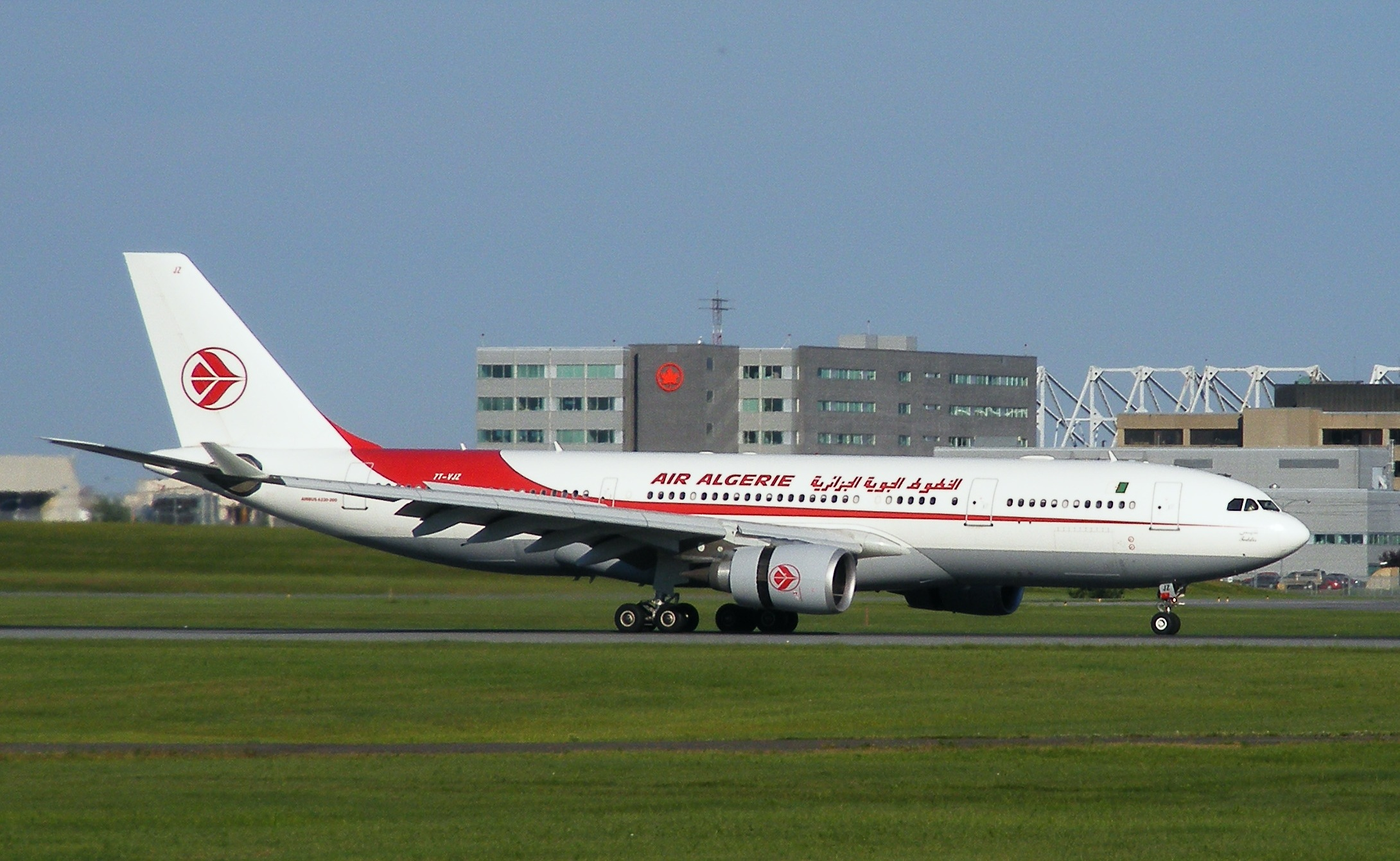
Air Algérie Airbus A330-200 hạ cánh tại sân bay Montréal-Trudeau từ Algiers.

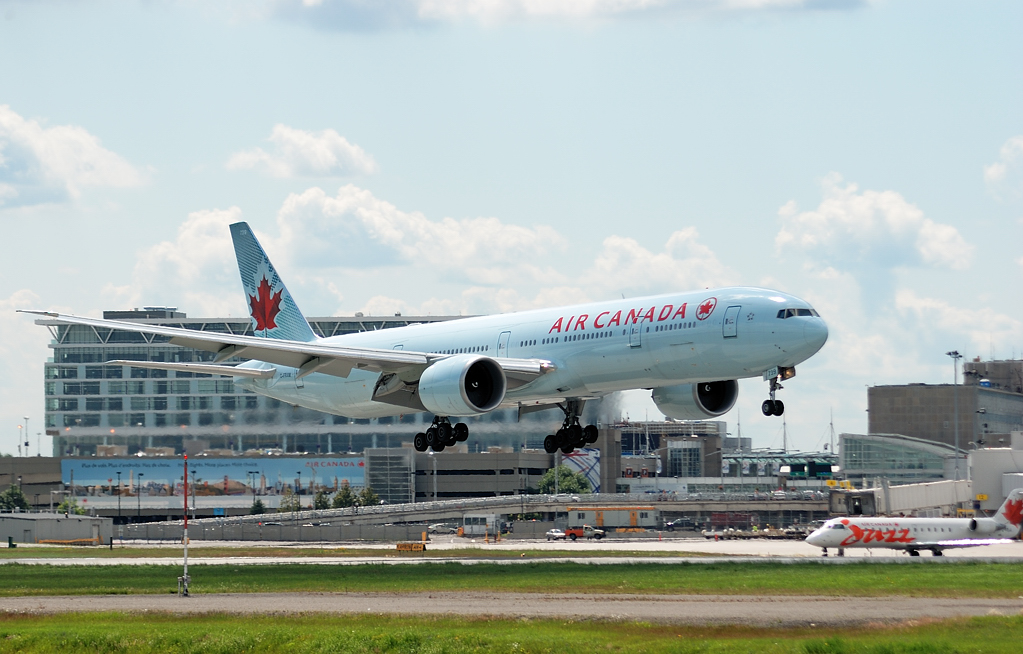
Air Canada Boeing 777-300ER landing at Montréal-Trudeau từ Frankfurt.

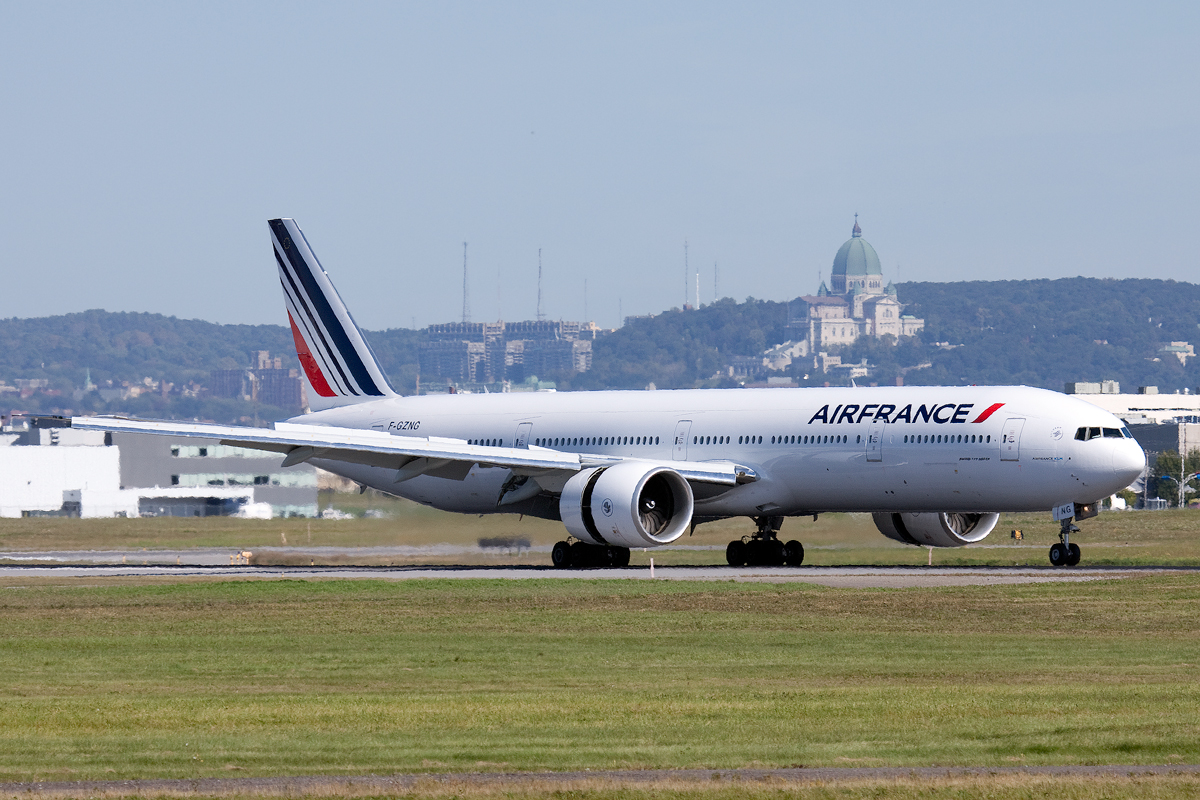
Air France Boeing 777-300ER hạ cánh tại sân bay Montreal-Trudeau từ Paris-Charles de Gaulle.

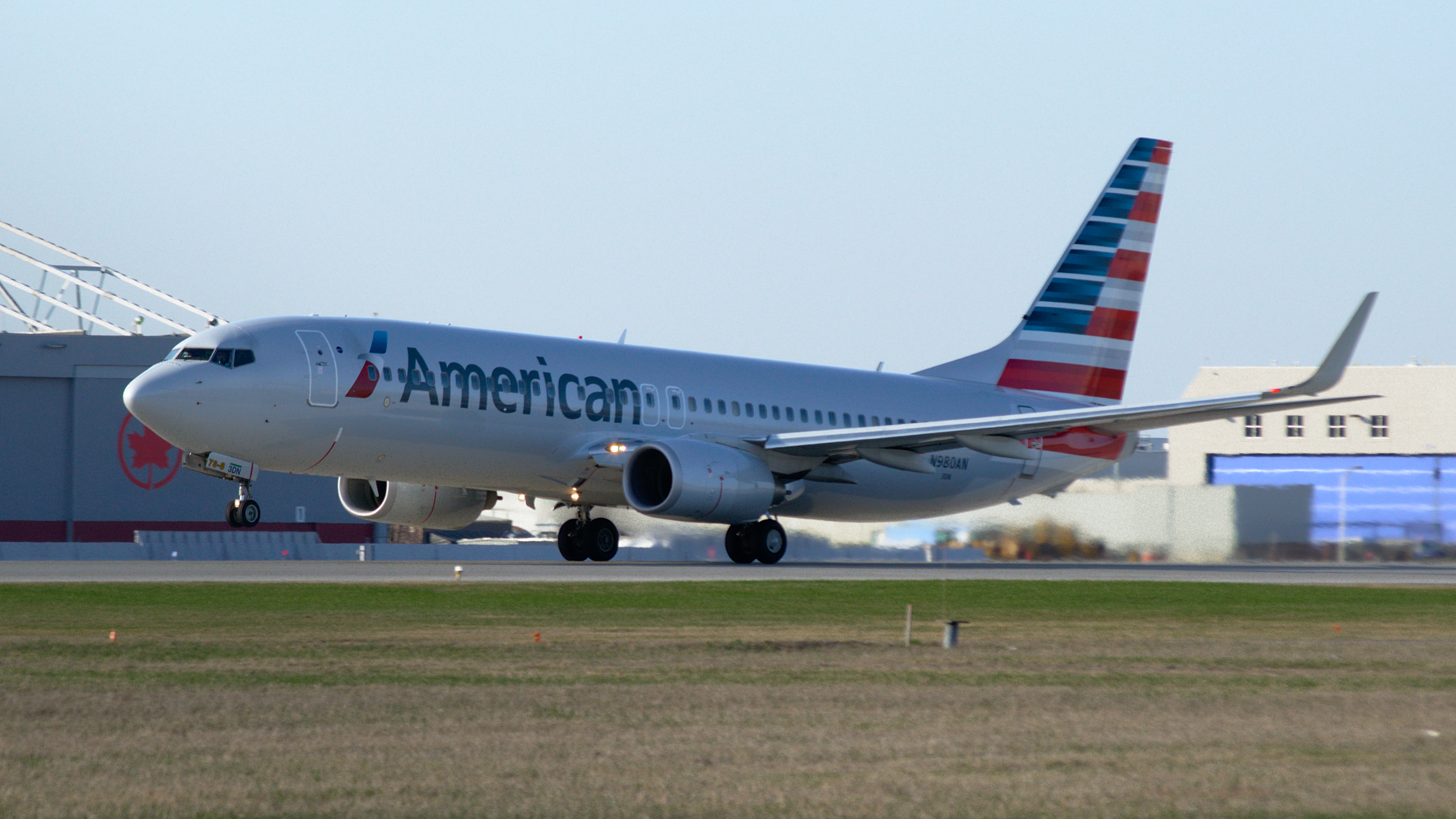
An American Airlines Boeing 737-800 cất cánh từ sân bay Montréal–Trudeau.

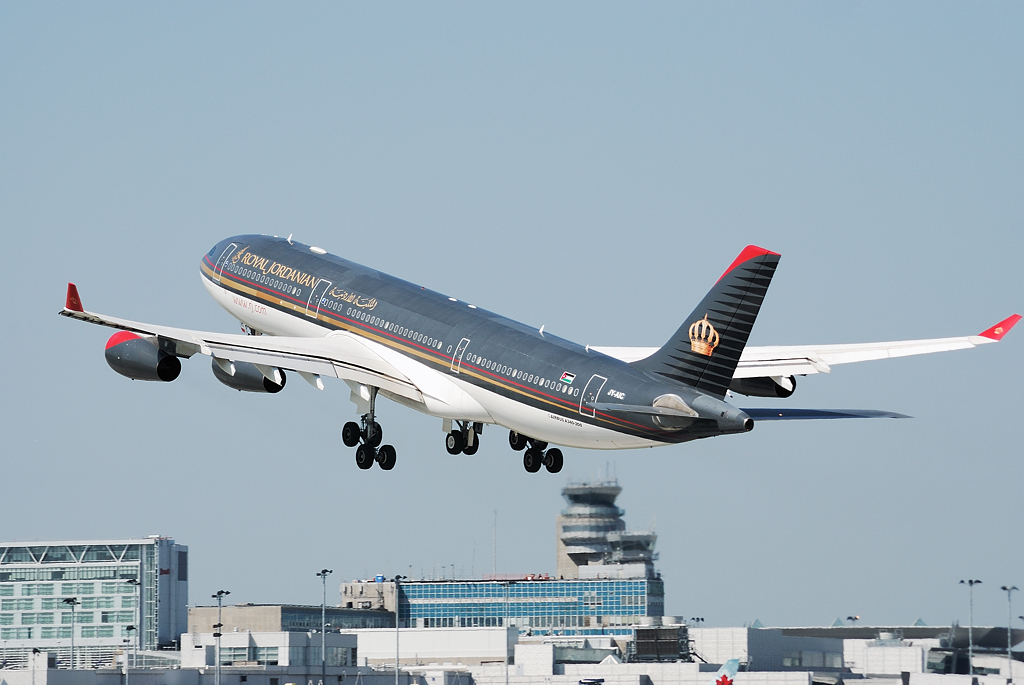
Royal Jordanian Airbus A340-200 xuất phát từ sân bay Montreal đi Amman.

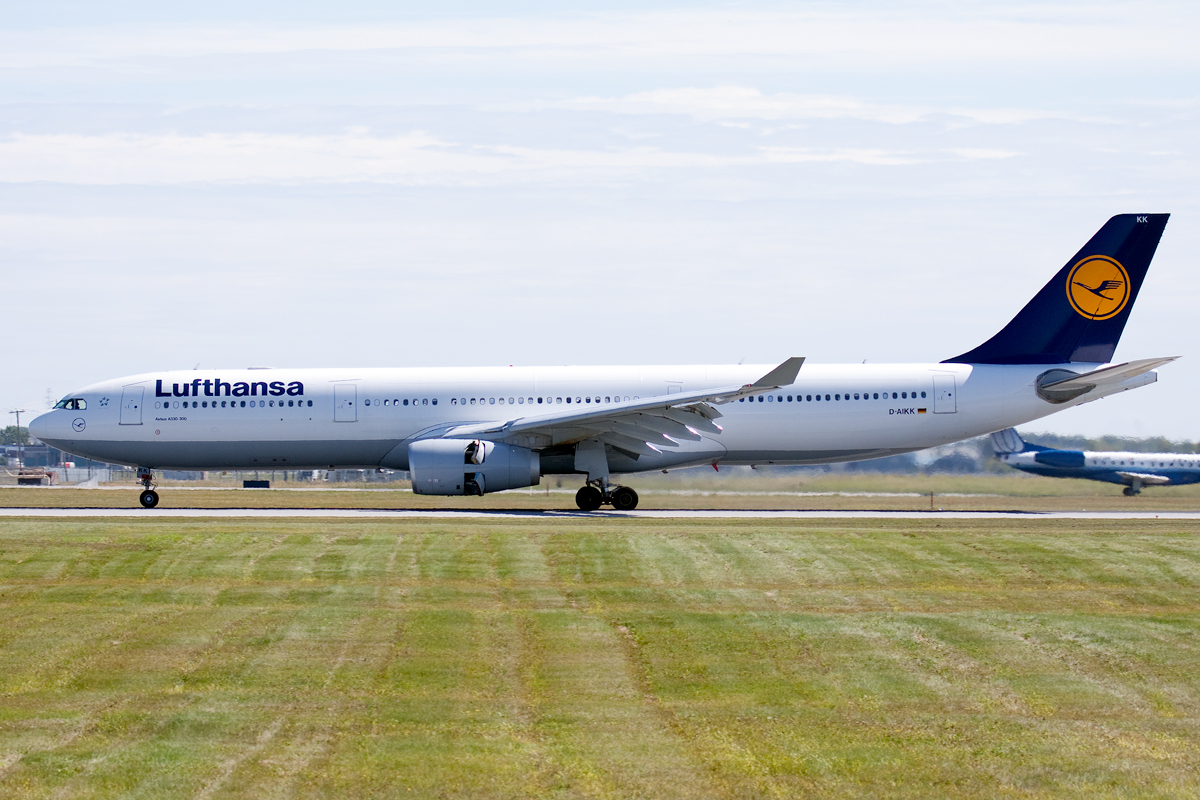
Lufthansa Airbus A330-300 hạ cánh tại sân bay Montréal từ Munich.

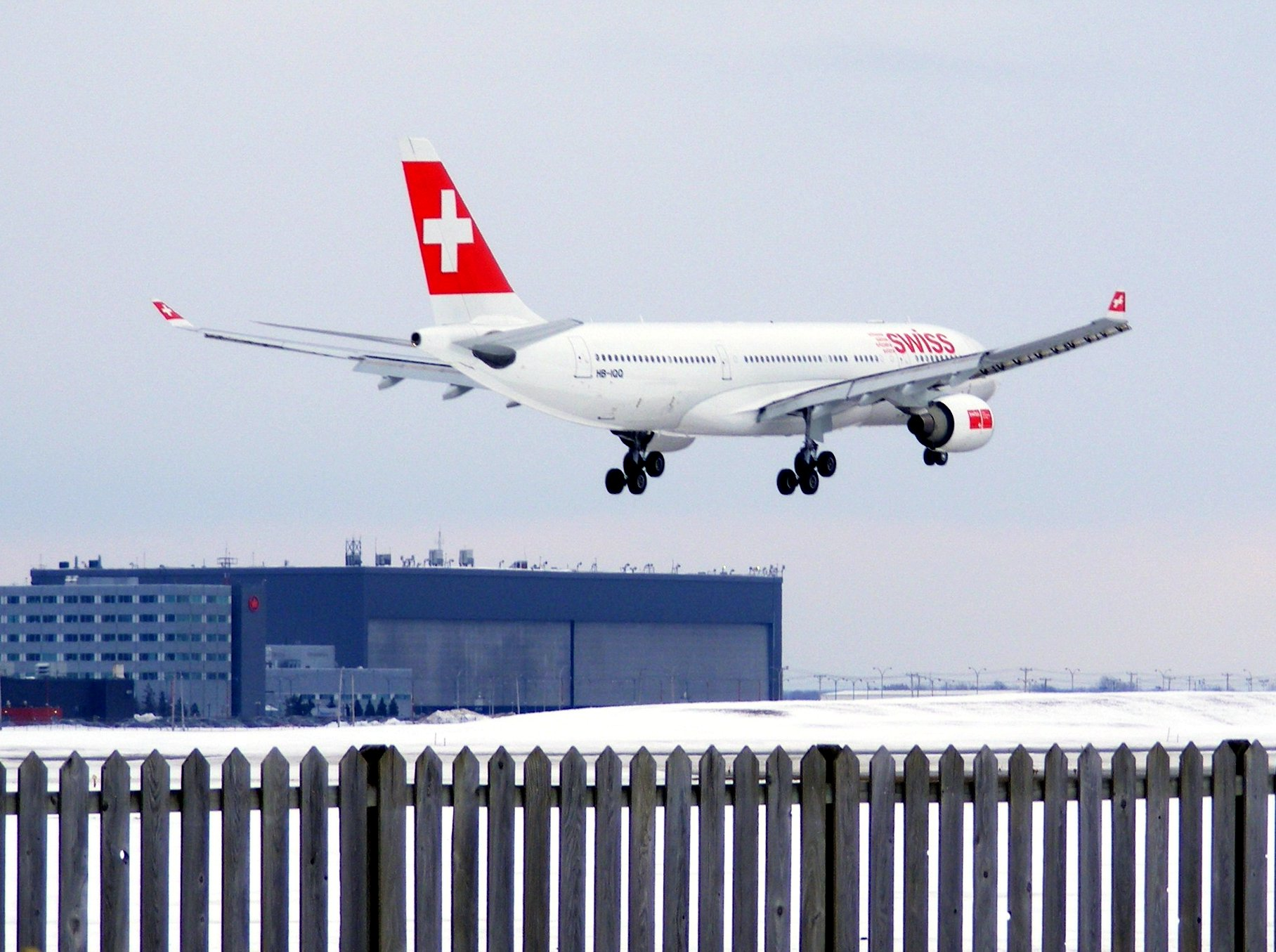
SWISS Airbus A330-300 hạ cánh tại sân bay Montréal từ Zürich.

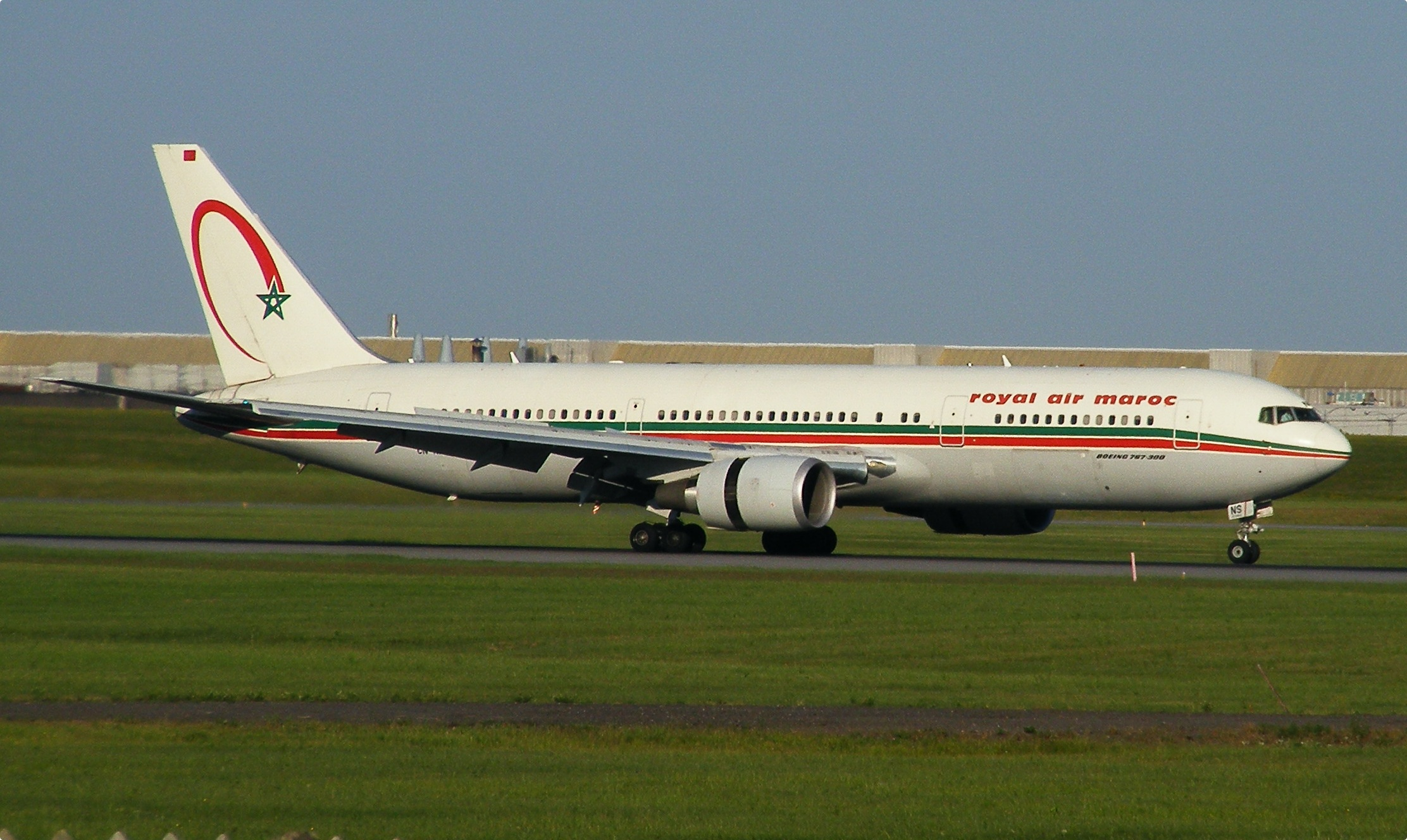
Royal Air Maroc Boeing 767-300 hạ cánh tại sân bay Montreal từ Casablanca.

| Hãng hàng không                           | Các điểm đến | Concourse(s) |
| ----------------------------------------- | --- | ------------ |
| Aeroméxico                                | Thành phố México | A            |
| Air Algérie                               | Algiers | A            |
| Air Canada                                | Brussels, Calgary, Edmonton, Frankfurt, Fort-de-France, Geneva, Halifax, London–Heathrow, Los Angeles, Lyon (bắt đầu từ ngày ngày 16 tháng 6 năm 2016), Montego Bay, New York–LaGuardia, Ottawa, Paris–Charles de Gaulle, Pointe-à-Pitre, Rome–Fiumicino (tiếp tục lại từ 15/6/2016), St. John's, San Francisco, San Salvador (Bahamas), Toronto–Pearson, Vancouver, Winnipeg Theo mùa: Antigua, Barbados, Chicago–O'Hare, Fort Myers, Liberia (Costa Rica), Miami (ngưng từ ngày ngày 3 tháng 4 năm 2016), St. Lucia-Hewanorra | A, C         |
| Air Canada Express                        | Bagotville, Baie-Comeau, Bathurst, Boston, Charlottetown, Chicago–O'Hare, Denver (bắt đầu từ ngày ngày 4 tháng 6 năm 2016), Fredericton, Gaspé, Halifax, Hamilton (ON) (tiếp tục lại từ 24/5/2016), Hartford, Houston–Intercontinental (resumes ngày 6 tháng 6 năm 2016), Îles-de-la-Madeleine, Moncton, Mont-Joli, Newark, New York–LaGuardia, London (ON), Ottawa, Philadelphia (bắt đầu lại từ 24/5/2016), Quebec City, Rouyn-Noranda, Saint John (NB), St. John's, Sept-Îles, Toronto–Billy Bishop, Toronto–Pearson, Val-d'Or, Wabush, Washington–National, Winnipeg | A, C         |
| Air Canada Rouge                          | Cancún, Cayo Coco/Cayo Guillermo, Cozumel, Fort Lauderdale, Holguin, Las Vegas, Miami (bắt đầu từ ngày 7/4/2016), Orlando, Port-au-Prince, Puerto Plata, Punta Cana, Rome–Fiumicino (ngưng từ ngày ngày 14 tháng 6 năm 2016), Samaná, Santa Clara, Varadero Theo mùa: Athens, Barcelona, Casablanca (bắt đầu từ ngày ngày 3 tháng 6 năm 2016), Cayo Largo del Sur, Curaçao, Ixtapa/Zihuatanejo, La Romana, Thành phố México (bắt đầu từ ngày ngày 6 tháng 6 năm 2016), Nassau, Nice, Providenciales, Tampa, Venice–Marco Polo, West Palm Beach | A, C         |
| Air China                                 | Bắc Kinh-Thủ đô, Havana | A            |
| Air Creebec                               | Chibougamau, Chisasibi, Waskaganish, Val-d'Or | A            |
| Air France                                | Paris–Charles de Gaulle | A            |
| Air Inuit                                 | Kuujjuaq, Kuujjuarapik, La Grande, Puvirnituq, Quebec City, Radisson, Salluit, Sept-Îles | A            |
| Air Saint-Pierre                          | Saint-Pierre | A            |
| Air Transat                               | Cancún, Cayo Coco/Cayo Guillermo, Cayo Largo del Sur, Fort Lauderdale, Holguin, La Romana, Málaga, Montego Bay, Orlando, Paris–Charles de Gaulle, Port-au-Prince, Puerto Plata, Puerto Vallarta, Punta Cana, Roatán, Río Hato, Samaná, Santa Clara, St. Maarten, Toronto–Pearson, Varadero Theo mùa: Acapulco, Athens, Barcelona, Basel/Mulhouse, Bordeaux, Brussels, Camaguey, Cartagena de Indias, Cozumel, Dublin, Fort-de-France, Glasgow-International (bắt đầu từ ngày ngày 29 tháng 5 năm 2016), Havana, Ixtapa/Zihuatanejo, Liberia (Costa Rica), Lisbon, London–Gatwick, Lyon, Madrid, Managua, Marseille, Nantes, Nice, Pointe-à-Pitre, Porto, Prague, Quebec City, Rome–Fiumicino, San José de Costa Rica, San Andres Islands, St. Lucia-Hewanorra, Toulouse, Venice–Marco Polo | A, C         |
| American Airlines                         | Dallas/Fort Worth, Miami | C            |
| American Eagle                            | Charlotte, Chicago–O'Hare, New York–JFK, New York–LaGuardia, Philadelphia | C            |
| British Airways                           | London–Heathrow | A            |
| Copa Airlines                             | Panama City | A            |
| Corsair International                     | Theo mùa: Paris–Orly | A            |
| Cubana                                    | Camaguey, Cayo Coco/Cayo Guillermo, Cayo Largo del Sur, Cienfuegos, Havana, Holguin, Santa Clara, Santiago de Cuba, Varadero | A            |
| Delta Air Lines                           | Atlanta Theo mùa: Detroit, Minneapolis/St. Paul | C            |
| Delta Connection                          | Atlanta, Detroit, Minneapolis/St. Paul, New York–JFK, New York–LaGuardia | C            |
| First Air                                 | Iqaluit, Kuujjuaq | A            |
| Icelandair                                | Theo mùa: Reykjavik-Keflavik (bắt đầu từ ngày ngày 19 tháng 5 năm 2016) | A            |
| KLM                                       | Amsterdam | A            |
| Lufthansa                                 | Munich | A            |
| Lufthansa vận hành bởi Lufthansa CityLine | Theo mùa: Frankfurt (bắt đầu từ ngày 13/5/13, 2016) | A            |
| Porter Airlines                           | Halifax, Toronto–Billy Bishop Theo mùa: Mont Tremblant | A            |
| Provincial Airlines                       | Sept-Îles, Wabush | A            |
| Qatar Airways                             | Doha | A            |
| Royal Air Maroc                           | Casablanca | A            |
| Royal Jordanian                           | Amman–Queen Alia | A            |
| SATA International                        | Theo mùa: Ponta Delgada | A            |
| Sunwing Airlines                          | Camaguey, Cancún, Cayo Coco/Cayo Guillermo, Freeport, Holguin, Montego Bay, Punta Cana, Santa Clara, St. Maarten, Varadero Theo mùa: Aruba, Cayo Largo del Sur, Fort Lauderdale, Huatulco, Ixtapa/Zihuatanejo, La Ceiba, Liberia, Manzanillo, Panama City, Puerto Plata, Puerto Vallarta, Río Hato, San José del Cabo, Santiago de Cuba, St. Lucia-Hewanorra | A, C         |
| Swiss International Air Lines             | Zürich | A            |
| Turkish Airlines                          | Istanbul-Ataturk | A            |
| United Express                            | Chicago–O'Hare, Houston–Intercontinental, Newark, Washington–Dulles | C            |
| WestJet                                   | Calgary, Cancún, Fort Lauderdale, Las Vegas, Punta Cana, Toronto–Pearson, Winnipeg Theo mùa: Edmonton, Montego Bay, Orlando, Providenciales, St. Maarten, Vancouver, Varadero | A, C         |
| WestJet Encore                            | Toronto–Pearson | A            |
| WOW air                                   | Reykjavik-Keflavik (bắt đầu từ ngày 4/5/2016) | A            |

### Hàng hóa
| Hãng hàng không | Các điểm đến       |
| --------------- | ------------------ |
| Ameriflight     | Buffalo            |
| Glencore        | Kattiniq/Donaldson |
| SkyLink Express | Hamilton (ON)      |